# Садовое (Апостоловский район)
Садовое (укр. Садове) — село,
Ниво-Трудовский сельский совет,
Апостоловский район,
Днепропетровская область,
Украина.
Код КОАТУУ — 1220387706. Население по переписи 2001 года составляло 11 человек.

## Географическое положение
Село Садовое находится на левом берегу канала Днепр — Кривой Рог,
выше по течению на расстоянии в 2,5 км расположено село Зоряное,
ниже по течению на расстоянии в 2 км расположено село Нове Життя (Широковский район).
Рядом проходят автомобильные дороги Н-23 и Т-0411.